# Вердонк, Морис
Морис Вердонк (нидерл. Maurice Verdonck; 21 апреля 1879, Гент — 1 марта 1968, Gentbrugge) — бельгийский гребец, серебряный призёр летних Олимпийских игр 1900.
Вердонк на Играх участвовал только в соревнованиях восьмёрок. Его команда заняла второе место сначала в полуфинале, а потом в финале, выиграв серебряную медаль.